# Jeff Bagwell
Jeffrey Robert "Jeff" Bagwell, född den 27 maj 1968 i Boston i Massachusetts, är en amerikansk före detta professionell basebollspelare som spelade som förstabasman för Houston Astros i Major League Baseball (MLB) mellan 1991 och 2005.
Han draftades av Boston Red Sox i 1989 års MLB-draft.
Bagwell vann tre Silver Slugger Award och en Gold Glove Award. Den 26 augusti 2007 pensionerade Astros hans tröjnummer #5. Den 29 juli 2017 blev Bagwell invald till National Baseball Hall of Fame.